# Huang Wenjuan
Pour les articles homonymes, voir Huang.
Dans ce nom chinois, le nom de famille, Huang, précède le nom personnel Wenjuan.
Huang Wenjuan, née le 9 décembre 2004, est une pongiste handisport chinoise concourant en classe 8. Elle décroche deux médailles aux Jeux de 2020 : l'or par équipes et l'argent en individuel.

## Biographie
Victime d'un accident de la route à l'âge de 3 ans, elle perd sa jambe gauche.
Lors des Jeux paralympiques d'été de 2020, elle remporte deux médailles : une d'argent en individuel face à sa compatriote Mao Jingdian et une d'or par équipes avec Wang Rui et Jingdian.